# RATP

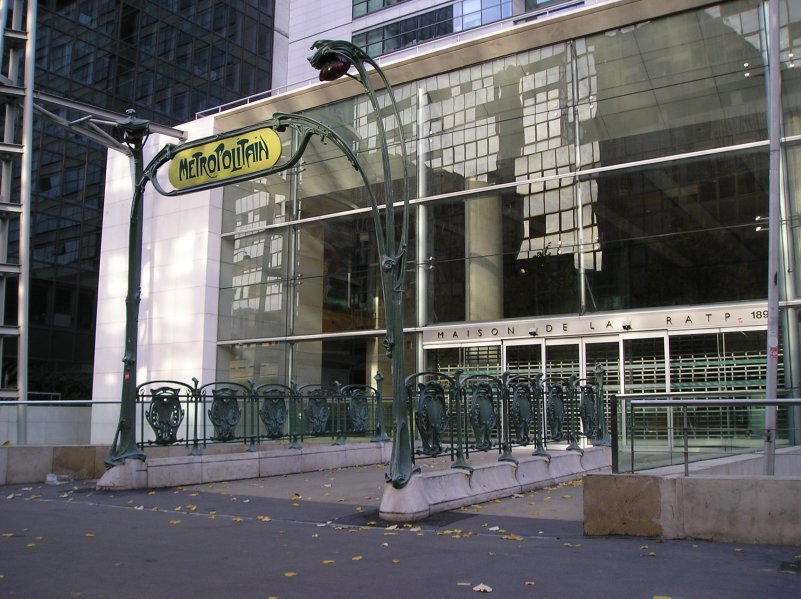
RATP-Zentrale Maison de la RATP am Quai de la Rapée in Paris

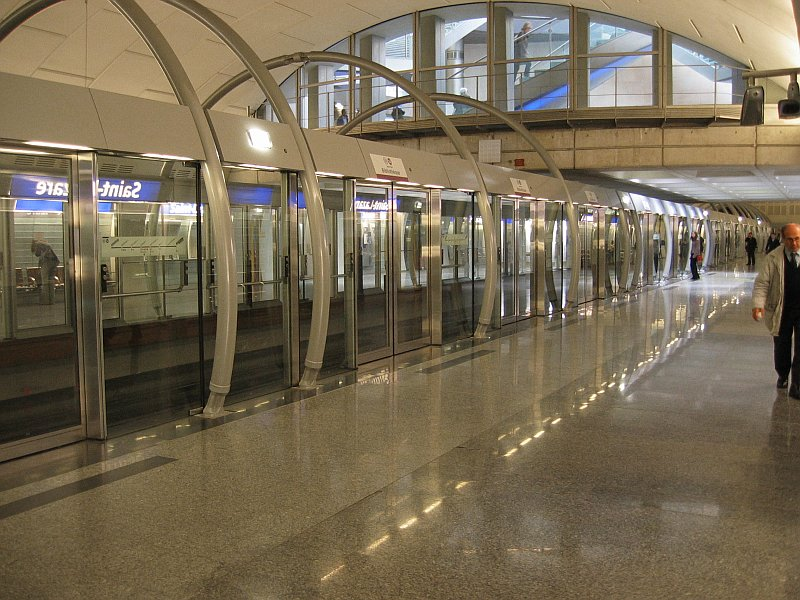
Métrostation Saint-Lazare der Métrolinie 14, eröffnet 2003

Die RATP (Régie autonome des transports Parisiens) ist der staatliche Betreiber des öffentlichen Personennahverkehrs (ÖPNV) in Paris und dessen nahem Umland. Die RATP befördert im Großraum Paris jährlich etwa drei Milliarden Fahrgäste (2010) und ist außerhalb ihres Stammgebietes Paris national und international als Verkehrsunternehmen aktiv.

## Geschichte und Auftrag
Die RATP wurde 1949 gegründet, um die zuvor teilweise von privaten Gesellschaften wie dem Chemin de fer métropolitain de Paris (CMP) betriebenen unter- und oberirdischen öffentlichen Verkehrsmittel in Paris unter ihrem Dach zusammenzufassen. Sie hat den rechtlichen Status eines Établissement public à caractère industriel et commercial (EPIC).
Die RATP erfüllt ihren Verkehrsauftrag als alleiniger Betreiber der Verkehrsinfrastruktur im Rahmen langfristiger Nutzungsverträge mit den für den Nahverkehr im Großraum Paris zuständigen Aufgabenträgern, dem Syndicat des transports d’Île-de-France (STIF), der von der Région Île-de-France und ihren acht Départements Essonne, Hauts-de-Seine, Paris, Seine-Saint-Denis, Seine-et-Marne, Val-de-Marne, Val-d’Oise und Yvelines kontrolliert wird.
Die alleinigen Nutzungsrechte der RATP wurden zuletzt per Gesetz für einen Zeitraum von 15 bis 30 Jahren mit Wirkung ab dem 3. Dezember 2009 (15 Jahre für Bus, 20 Jahre für die Straßenbahn, 30 Jahre für Metro und RER) garantiert.

## Übersicht über die von der RATP-Gruppe betriebenen Verkehrsnetze

### Im Großraum Paris

#### Linien

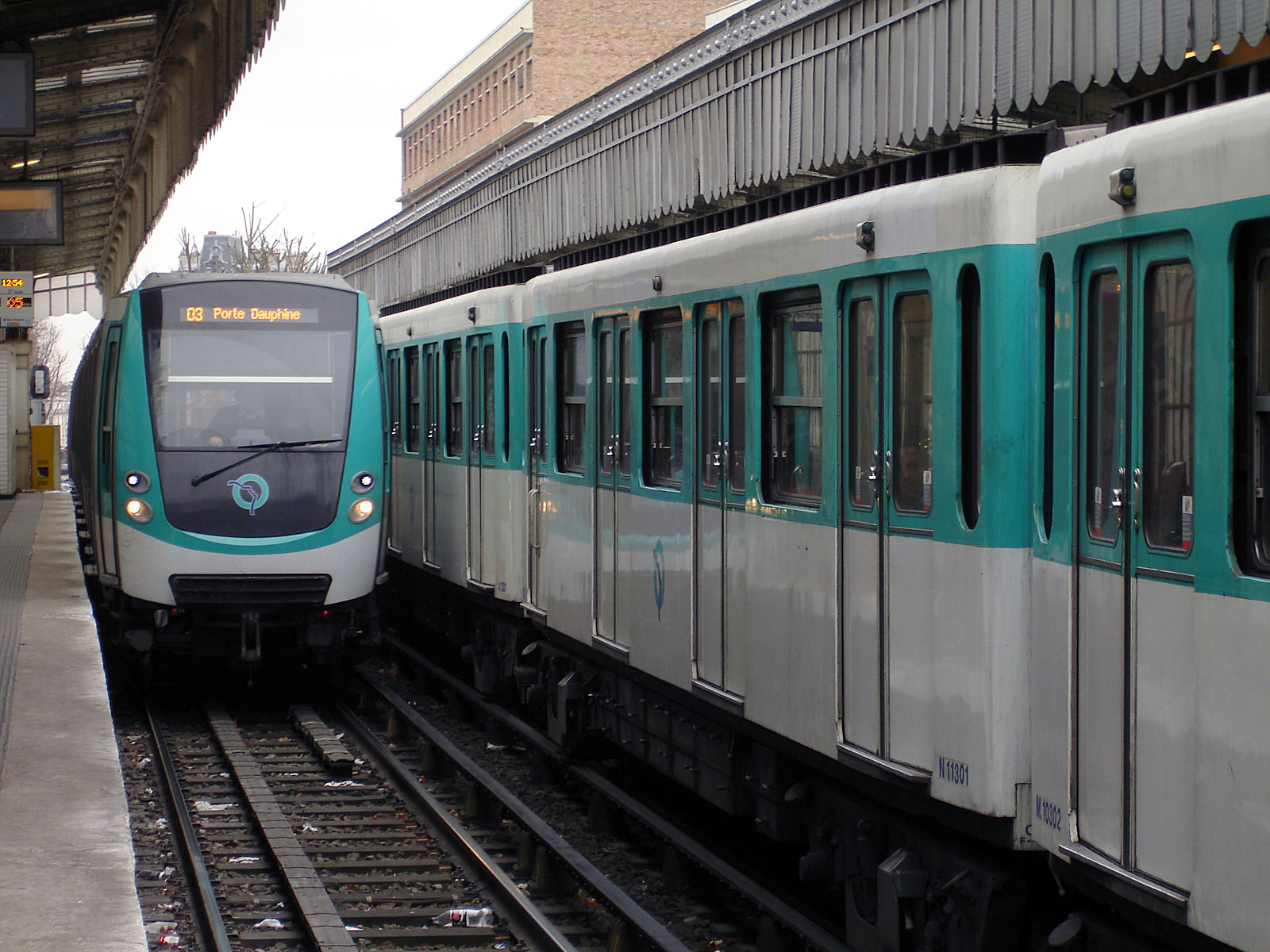
Métrozüge der Baureihen MF 01 und MF 67 an der Station Jaurès auf der Métrolinie 2, im Februar 2009

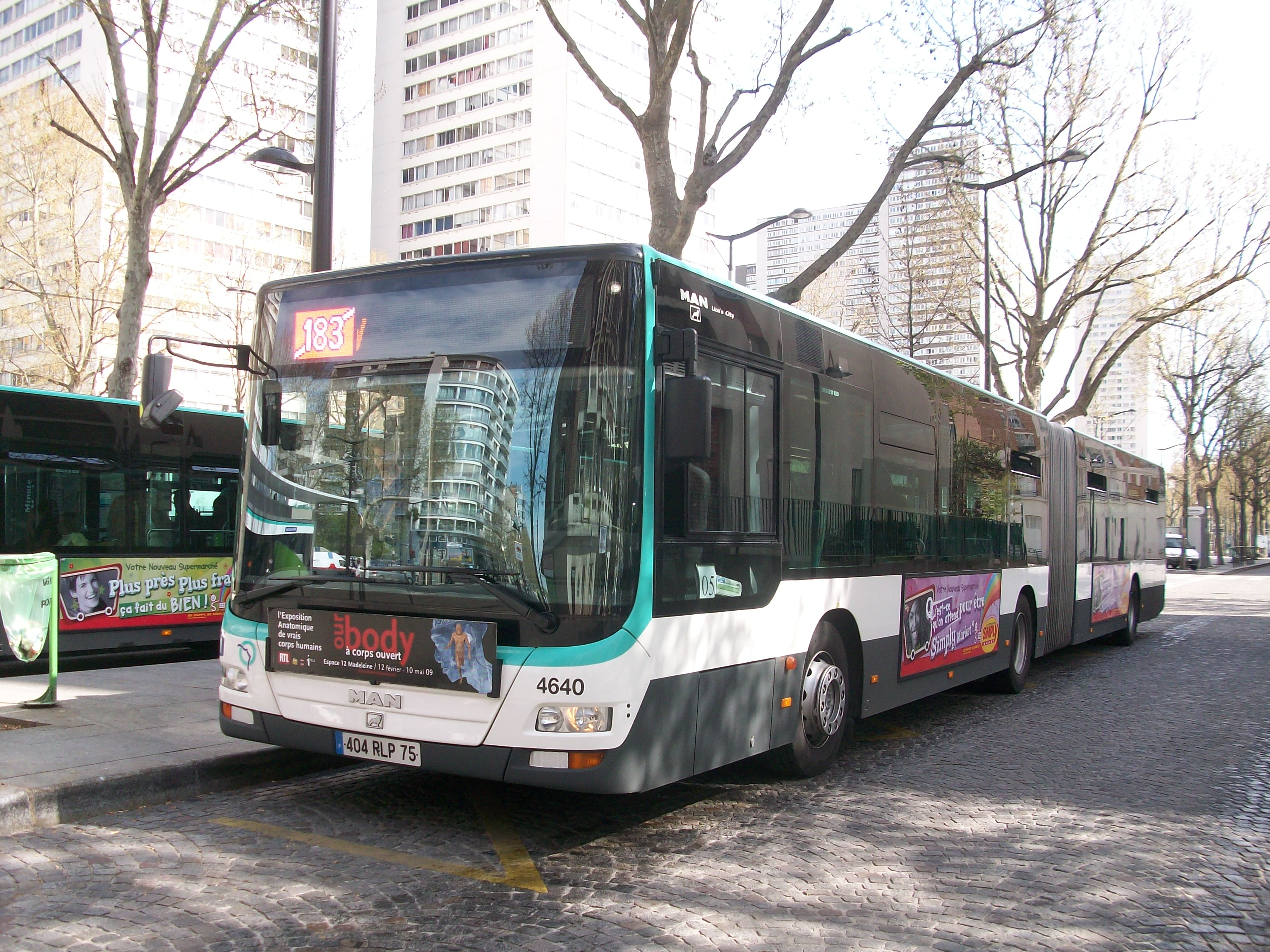
Gelenkbus vom Typ MAN Lion’s City, im Einsatz auf der Linie 183 mit gestrichenem Liniensignal

Das von der RATP im Großraum Paris betriebene Verkehrsnetz umfasst derzeit:
- die 16 Linien der Métro (davon drei fahrerlose) mit einer Länge von 219,9 km (davon 169 innerhalb der Stadtgrenzen von Paris) und 303 Stationen
- acht Straßenbahnlinien mit einer Länge von knapp 100 km (Stand Ende 2014)
- ein Teil des RER-Netzes: die Linie A (mit Ausnahme der Streckenäste Nanterre-Préfecture – Cergy-le-Haut und Nanterre-Préfecture – Poissy) sowie die Linie B (mit Ausnahme des Streckenabschnitts nördlich des Bahnhofs Gare du Nord), d. h. etwas mehr als 115 km
- ein Omnibus-Netz (351 Linien mit einer Länge von 3861 km), das fast den gesamten Ballungsraum bedient (davon 569 km innerhalb der Stadtgrenzen von Paris)
- zwei Omnibuslinien à haut niveau de service (vergleichbar mit dem deutschen Metrobus-Konzept): die Linie 'Trans-Val-de-Marne (TVM) mit einer Länge von 19,7 km und die RATP-Linie 393 mit einer Länge von 11,7 km
- die Standseilbahn von Montmartre (Länge von 108 Meter für einen Höhenunterschied von 38 Metern)
- Sqybus, das lokale Busnetz im Gemeindeverbund um Saint-Quentin-en-Yvelines, das größte Stadtbusnetz in der Region Île-de-France außerhalb von Paris[3]
- L’Open Tour bietet auf vier Linien mit insgesamt 50 Haltestellen Hop-on-hop-off-Stadtrundfahrten durch Paris (zum beliebigen Ein- und Aussteigen während der Gültigkeit des Tickets) in Doppeldeckerbussen an. Jährlich werden rund 300.000 Touristen befördert.
- zwei der drei Expresslinien, die auf der französischen Autobahn A14 verkehren[3]

|                                     | 2000  | 2001  | 2002  | 2003  | 2004  | 2005  | 2006  | 2007  | 2008  | 2009  | 2010  | 2011  | 2012  | 2013  | 2014  | 2015  | 2016  | 2017  | 2018  | 2019  |
| ----------------------------------- | ----- | ----- | ----- | ----- | ----- | ----- | ----- | ----- | ----- | ----- | ----- | ----- | ----- | ----- | ----- | ----- | ----- | ----- | ----- | ----- |
| Métro                               | 1.229 | 1.262 | 1.283 | 1.248 | 1.336 | 1.373 | 1.410 | 1.388 | 1.472 | 1.479 | 1.505 | 1.464 | 1.541 | 1.527 | 1.526 | 1.520 | 1.519 | 1.539 | 1.560 | 1.498 |
| RER (RATP-Bereich)                  | 404   | 415   | 410   | 400   | 438   | 445   | 452   | 447   | 469   | 448   | 456   | 469   | 477   | 469   | 474   | 469   | 478   | 493   | 497   | 497   |
| Straßenbahn                         | 25    | 36    | 39    | 39    | 44    | 48    | 50    | 80    | 96    | 96    | 108   | 114   | 116   | 191   | 231   | 267   | 287   | 294   | 315   | 340   |
| Bus (RATP Paris et petite couronne) | 922   | 916   | 929   | 921   | 954   | 940   | 944   | 942   | 995   | 983   | 974   | 989   | 962   | 939   | 984   | 988   | 1.013 | 1.098 | 1.106 | 1.130 |
| Noctilien (périmètre RATP)          | 3     | 3     | 3     | 4     | 4     | 4     | 7     | 7     | 7     | 8     | 8     | 8     | 8     | 9     | 9     | 10    | 10    | 11    | 12    | 13    |
| Total                               | 2.583 | 2.632 | 2.664 | 2.612 | 2.776 | 2.810 | 2.863 | 2.864 | 3.039 | 3.014 | 3.051 | 3.044 | 3.104 | 3.135 | 3.224 | 3.254 | 3.307 | 3.435 | 3.490 | 3.478 |

#### Der geplante Umstieg zu umweltfreundlicheren Bussen bis 2025
Im Jahr 2014 waren insgesamt 4500 Busse im Auftrag der RATP unterwegs – die meisten allerdings mit Dieselantrieb. Sie beförderten pro Jahr mehr als eine Milliarde Fahrgäste. Die RATP investiert jährlich 100 Millionen Euro in die Erneuerung der Busflotte.
Angesichts der Smog-Tage vom März 2014, an denen wegen hoher Luftbelastung die öffentlichen Verkehrsmittel in Paris kostenlos benutzt werden konnten, was der RATP täglich einen Ausfall von rund vier Millionen Euro bescherte, hat sich die Leitung der RATP entschlossen, in Zukunft auf umweltfreundlichere Fahrzeuge umzustellen: 2025 soll der letzte reine Diesel-Bus aus dem Bestand der RATP verschwinden. Ende 2013 wurde zwar noch eine Option über die Lieferung von 300 Dieselbussen bestätigt, aber darüber hinaus sollen keine weiteren Dieselbusse mehr angeschafft werden. 2025 sollen 20 Prozent der Busse mit Erdgas betrieben werden, der Rest als Hybrid- oder vollelektrische Fahrzeuge. In Absprache mit dem Stromlieferanten Électricité de France sollen zunächst vier Buslinien vollständig mit elektrisch betriebenen Omnibussen unterschiedlicher Technologie bedient werden. Man geht davon aus, dass ab 2020[veraltet] das Angebot der Hersteller so groß sein wird, dass ab diesem Zeitpunkt vollelektrische Busse zu einem akzeptablen Preis bestellt werden können.

### Außerhalb der Île-de-France
Außerhalb der Île-de-France ist die RATP über das Tochterunternehmen RATP Développement (kurz RATP Dev) in zwölf Staaten und in mehr als 30 Städten, Bezirken bzw. Départements Frankreichs tätig.

#### In Frankreich, außerhalb des Großraums Paris
Die RATP-Gruppe betreibt verschiedene französische Verkehrsnetze außerhalb des Großraums Paris. Dazu gehören unter anderem die folgenden Stadtbusnetze:
- Annemasse
- Boulogne-sur-Mer
- Bourges
- Charleville-Mézières
- La Roche-sur-Yon
- Vierzon
- westlich von Paris, betreibt die 100-prozentige Konzerntochter Cars Jacquemard den Linienverkehr im Bereich Dreux, Vernon, Gisors, Les Andelys und Louviers; auf 56 Linien kommen 72 Busse zum Einsatz, die jährlich 4 Mio. km zurücklegen[7]

#### Aktivitäten im Ausland

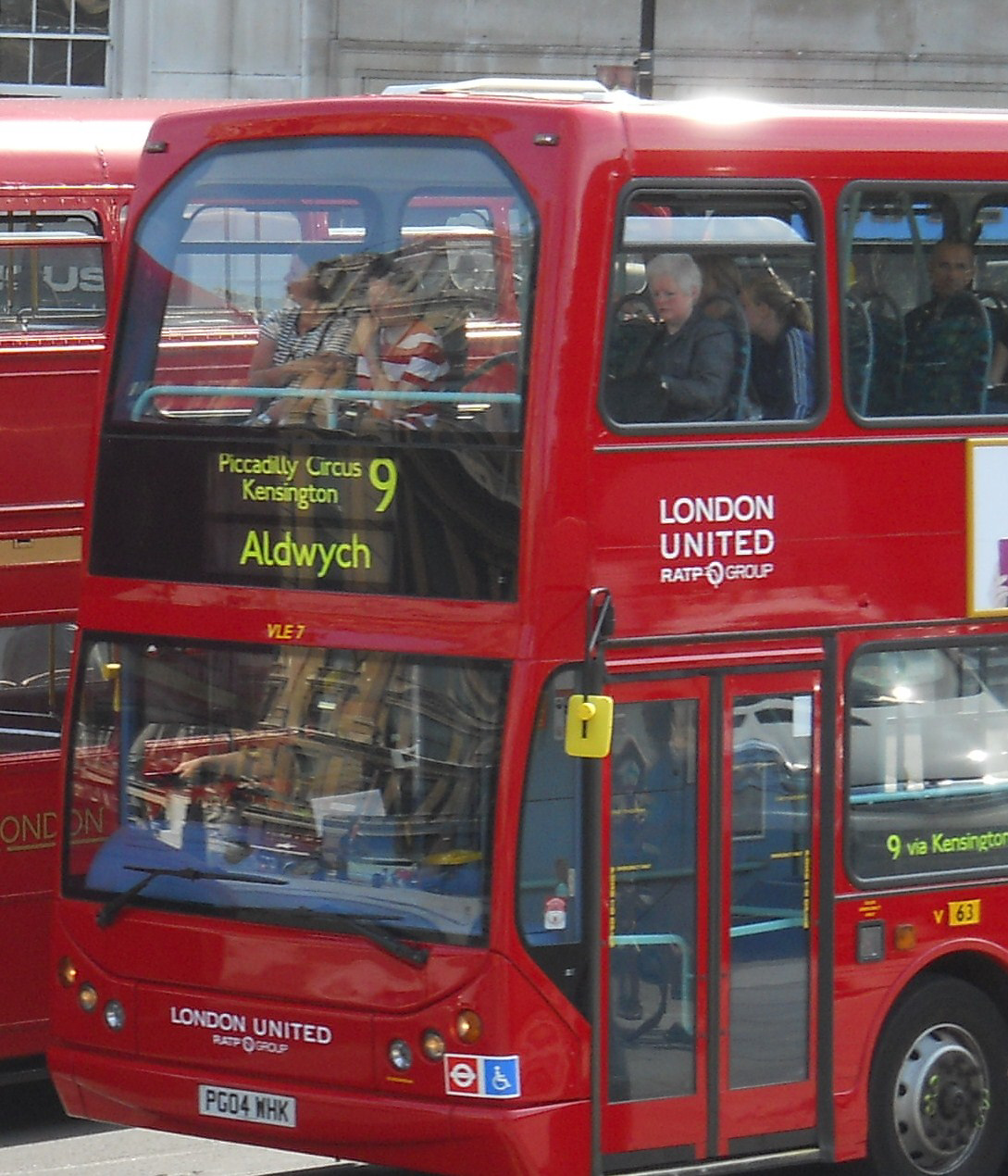
Doppeldeckbus in London mit Firmenlogo der RATP-Gruppe, Beispiel der Expansion außerhalb Frankreichs (2011)

Über mehr als 70 Tochterunternehmen in der ganzen Welt werden 13.500 Mitarbeiter beschäftigt.
Die Geschäftsaktivitäten der RATP-Gruppe außerhalb Frankreichs umfassen insbesondere:

##### Europa
- Großraum London:
  - Hier besitzt RATP Dev drei Tochtergesellschaften: London United Busways, die im April 2012 übernommene Epsom Coaches und die 2014 erworbene London Sovereign Ltd. Die Gesellschaften fahren im Auftrag der Transport for London (TfL). Auf 81 Linien sind mehr als 1000 Busse im Einsatz, die 10 verschiedenen Depots zugeordnet sind.[8]
  - Im September 2014 übernahm RATP Dev von Arriva die Stadtrundfahrt-Gesellschaft The Original Tour Ltd, die im Jahr 1951 gegründet worden war und mit Doppeldeckerbussen Sight-Seeing-Fahrten durch London durchführt. Mit 90 Doppeldeckbussen werden auf drei Rundstrecken und drei Verbindungslinien zu den großen Bahnhöfen jährlich mehr als eine Million Touristen befördert.[9]
- Manchester Metrolink, die Stadtbahn im Großraum Manchester (August 2011 bis Juli 2017)
- ein Teil des Stadtbusnetzes von Bournemouth (die „Yellow Buses“) (132 Fahrzeuge, 14,5 Millionen Fahrgäste pro Jahr)
- die Bath Bus Company betreibt die Sightseeing-Busse von Bath, Eastbourne, Windsor and Cardiff (30 Fahrzeuge, 81 Beschäftigte)
- die Straßenbahn Florenz und maßgebliche Beteiligung an den regionalen Schienenverkehrsunternehmen LFI
- RATP Dev besitzt 39,5 Prozent der Anteile von Dolomiti Bus, dieses Unternehmen betreibt das Busnetz von Belluno, dem Hauptort der italienischen Provinz Venetien und von zwei Nachbargemeinden (217 Fahrzeuge, 11 Millionen Fahrgäste im Jahr; 8 Millionen km pro Jahr (Zahlen aus 2008))

##### Afrika
- Gautrain, das regionale Eisenbahnsystem im Großraum Johannesburg (im Rahmen eines Konsortiums mit lokalen Partnern)
- die U-Bahn Algier
- die Linie 3 und die LRT-Linie Capital Train der Metro Kairo
- die Straßenbahnen in Algier, Oran und Constantine (im Rahmen eines Konsortiums mit lokalen Partnern)
- die Straßenbahn Casablanca und das Stadtbusnetz M’dina Bus (im Rahmen eines Konsortiums mit lokalen Partnern)

##### Amerika
- das Stadtbusnetz in Austin (Texas) (79 Linien, 250 Fahrzeuge, 21 Millionen Fahrgäste im Jahr)
- in Washington, D.C. betreibt RATP Dev seit 2014 die Straßenbahn Washington mit einer Linie. Außerdem betrieb RATP Dev USA von 2018 bis 2024 das 2005 eingeführte, ergänzende städtische Bussystem DC Circulator. Bei beiden wurden Betrieb einschließlich Wartung nach Ausschreibung im Auftrag des städtischen Verkehrsamts District Department of Transportation erbracht.[10][11]
- Über das Tochterunternehmen RATP Dev America besitzt die RATP eine Mehrheitsbeteiligung an der McDonald Transit Associates. Dieses 1972 gegründete Unternehmen ist eine Dachgesellschaft für inner- bzw. zwischenstädtischen öffentlichen Busverkehr in 15 Bundesstaaten im Süden und Westen der USA. Sie beschäftigt rund 3000 Personen.

##### Asien
- die Linie 9 der U-Bahn Seoul (im Rahmen eines Konsortiums mit Transdev)[12]
- die Straßenbahn Hong Kong wird von der Gesellschaft Veolia Transport – RATP Asia (zu je 50 % in Besitz von Veolia und RATP Dev) verwaltet (163 Doppelstock-Straßenbahnen, 230 000 Fahrgäste pro Tag)
- Der Betrieb der Linie 1 der U-Bahn Manila wurde von der Light Rail Manila Consortium der RATP übertragen.
- Die Linie 1 der Metro Mumbai wird von der Metro One Operation Pvt. Ltd. (MOOPL) betrieben. Sie ist zu 70 % im Besitz eines Joint Ventures, gehalten von RATP Dev und Transdev. Die restlichen Anteile besitzt ein indischer Partner.

Die bis 2011 bestehende Beteiligung an trans regio in Deutschland wurde an den Partner Transdev (damals Veolia Transport) abgegeben. Darüber hinaus bewarb sich die RATP-Gruppe in Deutschland in der seit April 2013 laufenden Ausschreibung für den Betrieb des Teilnetzes „Ring“ der S-Bahn Berlin.

## Kritik

### Staatsmonopol
Die RATP als Betreiber eines Staatsmonopols wird von Konkurrenten bei öffentlichen Ausschreibungen kritisiert und wettbewerbspolitisch als problematisch empfunden; durch ihre teilweise sehr langen Nutzungsverträge muss der Betrieb der Métro und des RER in Paris beispielsweise erst ab 2039 öffentlich ausgeschrieben werden, während die RATP selber national und international als ÖPNV-Betreiber an Ausschreibungen teilnehmen kann.